# Théorème de Hopf-Rinow
Soit (M, g) une variété riemannienne connexe (sans bord), le théorème de Hopf-Rinow dit que les propriétés suivantes sont équivalentes :
- Il existe un point m dans M pour lequel l'application exponentielle d'origine m est définie sur TmM.
- Pour tout point m dans M, l'application exponentielle d'origine m est définie sur TmM.
- La variété (M, g) est géodésiquement complète, c'est-à-dire que les géodésiques sont définies sur ℝ.
- L'espace M est complet pour la distance riemannienne.
- Les parties fermées et bornées sont compactes.

En outre, dans cette situation, deux points quelconques a et b de M peuvent être reliés par une géodésique de longueur d(a, b). En particulier, l'application exponentielle (quelle que soit son origine) est surjective.
Le théorème porte les noms de Heinz Hopf et de son étudiant Willi Rinow (de) (1907-1979).
Il admet une version plus générale dans le cadre des espaces de longueur.

## Exemples
- Le théorème de Hopf-Rinow entraine que toutes les variétés riemanniennes compactes, connexes sont géodésiquement complètes. Par exemple, la sphère est géodésiquement complète.
- L'espace euclidien ℝn et les espaces hyperboliques sont géodésiquement complets.
- L'espace métrique M := ℝ2\{0} avec la métrique euclidienne induite n'est pas géodésiquement complet. En effet, dans M, deux points opposés ne sont reliés par aucune géodésique. L'espace métrique M n'est d'ailleurs pas complet, puisqu'il n'est pas fermé dans ℝ2.

## Application aux groupes de Lie
Soit G un groupe de Lie muni d'une métrique riemannienne bi-invariante (une telle métrique existe toujours si G est compact). L'exponentielle en l'élément neutre associée à une telle métrique coïncide avec l'exponentielle au sens de la théorie des groupes de Lie. En particulier, les géodésiques passant par l'élément neutre s'identifient aux sous-groupes à un paramètre. Par conséquent :
- pour tout groupe de Lie compact G, l'exponentielle (au sens de la théorie des groupes de Lie) est surjective ;
- le groupe de Lie SL(2, ℝ) n'admet aucune métrique riemannienne bi-invariante (puisque l'exponentielle n'est pas surjective, prendre par exemple {\displaystyle {\begin{pmatrix}-2&0\\0&-1/2\end{pmatrix}}}).